# Embernagra longicauda
Az Embernagra longicauda  a madarak osztályának verébalakúak (Passeriformes) rendjébe és a tangarafélék (Thraupidae) családjába tartozó faj.

## Rendszerezése
A fajt Hugh Edwin Strickland angol ornitológus írta le 1844-ben.

## Előfordulása
Dél-Amerikában, Brazília keleti részén honos. Természetes élőhelyei a szubtrópusi és trópusi szavannák és cserjések, valamint legelők. Állandó, nem vonuló faj.

## Megjelenése
Testhossza 21 centiméter.

## Életmódja
Ízeltlábúakkal és húsos gyümölcsökkel táplálkozik.

## Természetvédelmi helyzete
Az elterjedési területe nem nagy, egyedszáma viszont csökken, de még nem éri el a kritikus szintet. A Természetvédelmi Világszövetség Vörös listáján nem fenyegetett fajként szerepel.